# Stazione di Belgioioso
La stazione di Belgioioso è una stazione ferroviaria posta lungo la linea Pavia–Cremona, a servizio dell'omonimo comune.
La gestione degli impianti è affidata a Rete Ferroviaria Italiana (RFI) controllata del Gruppo Ferrovie dello Stato.

## Storia
La stazione fu attivata nel 1866, all'apertura della linea Pavia–Cremona–Brescia.

## Strutture ed impianti

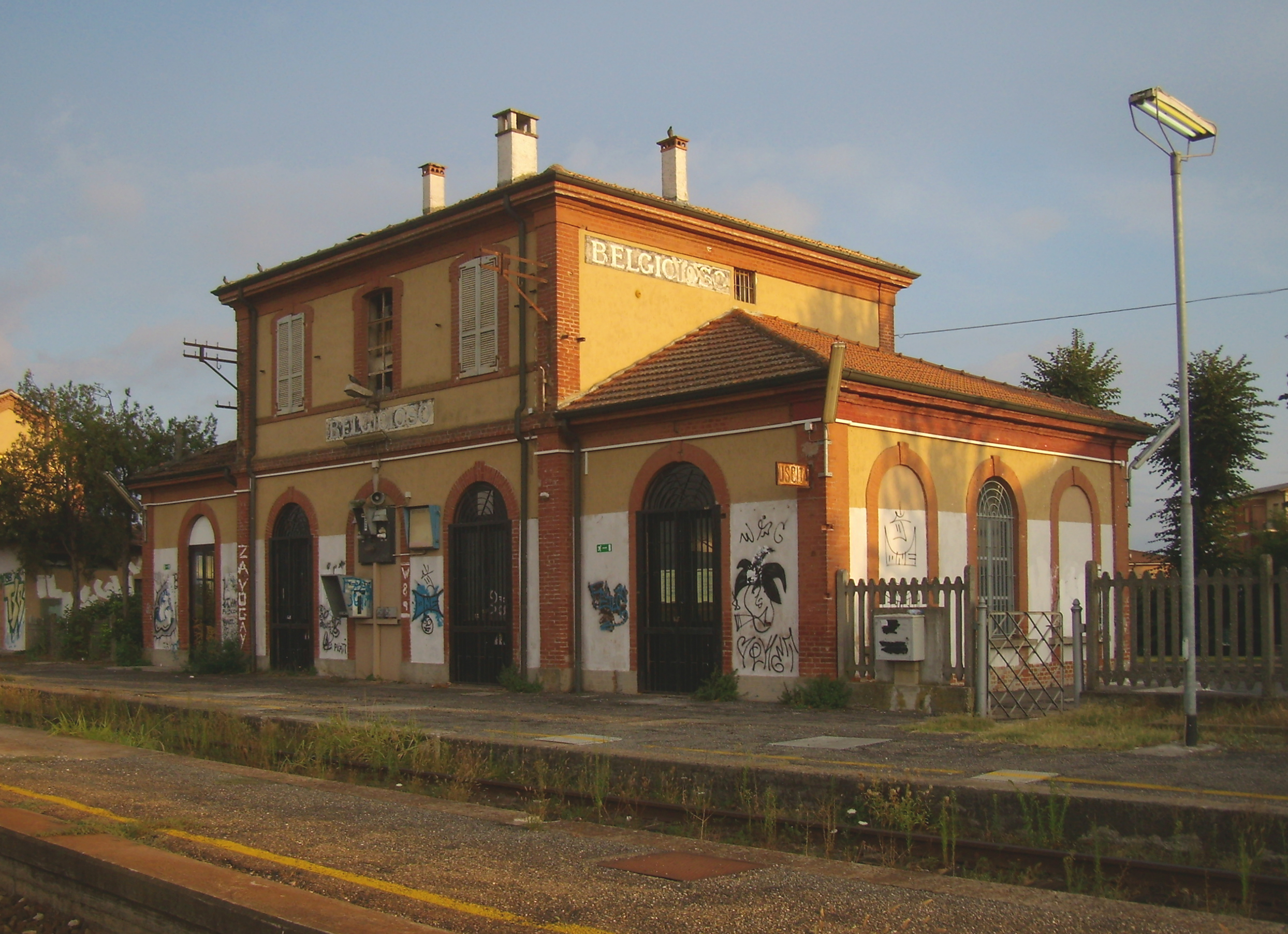
Il piazzale binari

La stazione è fornita di un fabbricato viaggiatori a 2 piani, costruito nel classico stile delle Strade Ferrate Meridionali, che costruirono la linea e la esercirono fino al 1868.
La pianta dei fabbricati è rettangolare.
La struttura si compone di tre corpi uno centrale e due corpi minori, posti ai lati, che si sviluppano in modo simmetrico; il corpo centrale si sviluppa su due livelli ma soltanto il piano terra è aperto al pubblico. L'edificio è in muratura ed è tinteggiato di giallo.
È presente, inoltre, il vecchio fabbricato del magazzino merci, attualmente abbandonato ma unico in tutta la linea.

## Movimento
La stazione è servita dai treni regionali Trenord in servizio sulla relazione Pavia-Codogno, con alcune corse prolungate a Cremona. Essendo dotata di due binari e trovandosi lungo una tratta interamente a binario unico, Belgioioso è solitamente luogo di incrocio per i treni che viaggiano in direzioni opposte.